# دنیل آدایر
دنیل پاتریک آدایر (به انگلیسی: Daniel Patrick Adair) (زاده ۱۹ فوریه ۱۹۷۵) یک درامر کانادایی می باشد که در گروه راک کانادایی نیکل بک مشغول به فعالیت است.وی در گذشته در گروه راک آمریکایی تری دورز داون فعالیت می کرده است.او همچنین با گروه کانادایی ساسپکت و مارتون نیز همکاری داشته.

دنیل اغلب از تکه کلام "هرچه سخت‌تر کار کنید، خوشبخت‌تر می‌شوید" که توسط گری پلیر ابداع شده است  برای توصیف کار خود استفاده میکند.